# Syndroom van Wilkie
Het syndroom van Wilkie is een gastro-vasculaire aandoening waarbij het derde en laatste deel van de twaalfvingerige darm gekneld raakt tussen de buikaorta en de arteria mesenterica superior.
Het betreft een zeldzaam syndroom, met als voornaamste symptoom hevige buikpijnen na een maaltijd.
Het syndroom van Wilkie is ook wel bekend als het SMA-syndroom, waarbij SMA de afkorting is van superior mesenteric artery, de Engelse benaming van de arteria mesenterica superior. Het SMA-syndroom werd in 1861 eerst beschreven door Carl Freiherr von Rokitansky bij slachtoffers tijdens autopsie, maar bleef pathologisch ongedefinieerd tot 1927, toen de Schotse chirurg David Wilkie (1882-1938) een uitgebreide beschrijving publiceerde gebaseerd op een reeks van 75 patiënten.